# سرزمین مادری (فیلم ۲۰۰۴)
سرزمین مادری: ما، مردم (به هندی: स्वदेश:سودس (swades)) نام فیلمی درام به کارگردانی آشونوش گوارینکار کارگردان فیلم نامزد اسکار بهترین فیلم خارجی سال۲۰۰۱ به نام باج می‌باشد. بازیگران اصلی فیلم شاهرخ خان وگایاتری جاشی به عنوان اولین فیلمش هستند. این فیلم اگرچه در داخل هند شکست تجاری خورد، اما در خارج هند موفق بود و تحسین منتقدان جهانی را به دنبال داشت. این فیلم در لیستRediff.com جزو ده فیلم بالیوود ی برتر دهه قرار گرفت. این فیلم بعداً به زبان تامیل تحت عنوان Desam دوبله شد.

## داستان
مهان بارگاوا(شاهرخ خان)یک هندی ساکن آمریکاست که برای ناسا کار می‌کند. او دانشجوی دانشگاه پنسیلوانیا، یک دانشگاه آیوی لیگ بوده‌است. پس از ۱۲سال زندگی در آمریکا او تصمیم می‌گیرد به هند برود تا دایه اش کاوریاما(کیشوری بالال)را باخودش به آمریکا ببرد. در روستای کاوریاما، او مردم جالب زیادی را ملاقات می‌کند. رئیس پستخانه‌ای که تمایل دارد در مورد اینترنت وایمیل بداند و همچنین علاقه‌مند به کشتی است. و یک عضو سابق جنبش استقلال طلبی هندوستان که در مدرسه، تاریخ درس می‌دهدو یک آشپز که دوست دارد در آمریکا رستوران بزند و از مهان برای گرفت ویزا
کمک می‌خواهد.
کم‌کم مهان در آنجا جامی افتد و متوجه مشکلات بسیاری می‌شود. اختلاف طبقاتی، فقر،کودکان کار، ازدواج بچه‌ها، فقر وبی سوادی. او تلاش می‌کند تا مشکلات را حل کند و تا حدی هم موفق می‌شود تحصیل را گسترش داده و اختلاف طبقاتی را کم کند. به این وسیله احترام گیتا (گایاتری جوشی)که معلم روستا، دوست دوران کودکی موهان و همراه زندگی کاورماریاست را به دست می‌آورد.
روزی کاورماریا او را به روستای دیگری می‌فرستد تابدهی‌های یک کشاورز را از او بگیرد. مهان در راه متوجه می‌شود مشکلات روستای کاورماریا در روستاهای دیگر هم هست. کشاورز به او می‌گوید پولی ندارد به او بدهد. چون مردم از او به عنوان کسی که شغلش را از بافندگی به کشاورزی تغییر داده حمایت نمی‌کنند. مهان دست خالی برمی گردد اما تصمیم جدی می‌گیرد تا اوضاع را تغییر دهد.
او حمایت مردم روستا را به دست می‌آورد که یک مخزن آب در زیر چشمه بسازند. او توربین و سایر تجهیزات را باپول خودش می‌خرد و یک نیروگاه کوچک بااستفاده از انرژی آبی می‌سازد تا مشکل برق روستا را حل کند.
بالاخره زمان بازگشت مهان به ناسا فرا می‌رسد و کاورماریا و گیتا هیچ‌کدام حاضر نمی‌شوند با او بیایند چون نمی‌خواهند کشور خود را رها کنند. مهان با یک دید جدید و احساس مسئولیت درقبال کشورش به آمریکا می‌رود، پروژه اش را به پایان می‌رساند و در نهایت به هند برمی گردد تا بیشتر به مردم خودش کمک کند.

## نظرات منتقدین
این فیلم به شدت توسط منتقدان تحسین شد. بسیاری از منتقدان معتقد بودن اجرای شاهرخ خان در این فیلم بهترین اجرایش بوده‌است. سوبهاش کی جا از ایندیا تایمز موویز می‌نویسد: "سودس یک تجربهٔ منحصربه فرد واقع گراست." مایانک شانکر از میددی بیان کرد: "آفرین. من فکر می‌کنم نمی‌توانم فیلم بهتری توصیه کنم که شایسته تر و قوی تر هم برای روستاهای هند وهم مجلل‌های بمبئی یا منهتن باشد. جیتش پیلای ازSunday Times of India گفت:"بعد از لاگان (باج (فیلم ۲۰۰۱)) چه می‌آید؟ سودس. این یک فیلم طوفانی و برجسته است. سودس بدون شک برترین فیلم سال است."شاردا سوکوماران از میددی ۳٫۵ ستاره به فیلم داد و گفت: "در پایان آن، سودس به مراتب شجاعانه تر از لاگان است."
در بانک اطلاعات اینترنتی فیلم‌ها، فیلم امتیاز ۸٫۴ را به دست‌آورد و به نظر خیلی‌ها اجرای خان یکی از بهترین اجراهایش شناخته شد.
فروش:
سودس ۱۵٫۲۵ کرور در هند به دست آوردو شکست خورده نامیده شد. بسیاری علت را، رقابت این فیلم با فیلم دیگر شاهرخ خان، ویر-زارا می‌دانستند که تنها سه هفته زودتر اکران شده بود و همچنان با قدرت به فروشش ادامه می‌داد در نهایت هم پرفروش‌ترین فیلم سالشد. در خارج هند این فیلم ۲٬۷۹۰٬۰۰۰ دلار جمع‌آوری کرد و نیمه پرفروش شناخته شد. سودس در مجموع ۳۴٫۲۶ کرور فروخت.
سودس اولین فیلم شکست خوردهٔ شاهرخ خان در گیشه پس از سال‌ها بود. در حالیکه او آن سال ۲ تا از پرفروش‌ترین فیلم‌های سال ویر-زارا و من که هستم را داشت.

## لیست آهنگ‌ها
موسیقی این فیلم که توسط ای. آر. رحمان ساخته شده بود، باتحسین منتقدان و شنوندگان مواجه شد. با این حال جایزهٔ بهترین کارگردانی موسیقی را از جوایز فیلم فیر به آنو مالیک باخت. این نخستین باری بود که وی نامزد فیلم فیر شد و آن را نگرفت. اودیت نارایان برای آهنگ "یه تارا وه تارا" جایزه بهترین خواننده مرد را از جشنواره ملی فیلم گرفت و نامزد بهترین خوانندهٔ مرد در فیلم فیر شد. تمام شعرها را جاوید اختر نوشته است.
| شماره# | آهنگ                     | خواننده(ها)                          | مدت   |
| ------ | ------------------------ | ------------------------------------ | ----- |
| ۱      | «یه تارا وه تارا»        | اودیت نارایان، مستر ویگنش، بیبی پوچا | ۰۷:۱۳ |
| ۲      | «سانواریا سانواریا»      | آلکا یاگنیک                          | ۰۵:۱۷ |
| ۳      | «یون هی چالا چل»         | اودیت نارایان، کلاش کر، هری هاران    | ۰۷:۲۸ |
| ۴      | «آشیتا آشیتا»            | اودیت نارایان، سادیتا سرگم           | ۰۶:۴۹ |
| ۵      | «یه جودس هه ترا»         | ای. آر. رحمان                        | ۰۶:۲۸ |
| ۶      | «پل پل هه بهاری»         | مادهوشری، ویجی پرکاش                 | ۰۷:۲۵ |
| ۷      | «دکونا»                  | اودیت نارایان،آلکا یاگنیک            | ۰۵:۴۶ |
| ۸      | «پل پل هه بهاری(فلوت)»   | مادهوشری، ویجی پرکاش                 | ۰۳:۳۸ |
| ۹      | «یه جودس هه ترا (شهنای)» | مادهوکاردومال                        | ۰۴:۰۰ |

## جوایز
- - جشنواره ملی فیلم:
- بهترین خوانندهٔ مرد:اودیت نارایان برای یه تارا وه تارا
- بهترین فیلمبرداری:ماهش آنی
  - جوایز فیلم فیر:
- جایزه فیلم فیر برای بهترین بازیگر مرد:شاهرخ خان
- بهترین امتیاز زمینه:ای. آر. رحمان
  - گلوبال ایندین فلیم اواردز:
- بهترین بازیگر مرد:شاهرخ خان
- بهترین بازیگر زن تازه‌وارد:گایاتری جوشی
  - جوایز زی سینه:
- بهترین بازیگر زن تازه‌وارد:گایاتری جوشی
- بهترین داستان
  - جوایز استار اسکرین:
- بهترین بازیگر زن تازه‌وارد:گایاتری جوشی
  - جوایز استارداست:
- برندهٔ جایزهٔ ارگردان رویایی:آشوتوش گوارینکار
  - بالیوود مووی اواردز:
- بهترین بازیگر زن تازه‌وارد:گایاتری جوشی
  - فیلم کافه اواردز:
- بهترین بازیگر مرد:شاهرخ خان
  - روپاسینگرز اواردز:
- بهترین بازیگر مردازدید منتقدین:شاهرخ خان